# 철도 기업
철도사업자(鐵道事業者) 혹은 철도 기업이란 철도를 운영하는 법인 및 단체를 말한다.

## 구조
유럽에서 EU는 회원국이 철도 차량을 운영하여 서비스를 제공하는 공공 및 민간 기업인 철도 사업에서 국가 철도 인프라 관리자를 분리할 것을 요구한다. 이것은 후자의 회사들이 서로 간에 공정하게 경쟁할 수 있는 조건을 보장하며, 여러 회사가 철도 보조금이나 프랜차이즈로 지원되는 공공 서비스 의무에 따라 제한된 기간 동안 노선을 운영할 수 있는 특권을 위해 입찰한다. 또한 다른 회사에서는 선로변 및 철도 차량 유지 관리 서비스를 제공한다.
일부 국가에는 러시아 철도(네트워크 크기로 세계 최대 철도 회사)와 같이 모든 선로를 소유하고 해당 국가의 모든 열차를 운영하는 국영 철도 회사가 있다. 다른 국가에는 특히 미국과 캐나다에서 각각 고유한 노선을 운영하는 다양한, 때로는 경쟁적인 철도 회사가 많이 있다. 국가에는 공공 및 민간 철도 회사가 모두 있을 수 있다. 예를 들어 미국의 경우 공공 소유의 Amtrak이 수많은 민간 운영업체와 나란히 존재한다.

## 같이 보기
- 대한민국의 철도 회사 목록
- 일본의 철도사업자